# گروه کاردکس
گروه کاردکس (انگلیسی: Kardex Group) شرکت خوشه‌ای سوئیسی است، که در سال ۱۸۹۸ تأسیس شد.